# Sigading
Sigading is een bestuurslaag in het regentschap Padang Lawas van de provincie Noord-Sumatra, Indonesië. Sigading telt 384 inwoners (volkstelling 2010).